# Maria von Oranien-Nassau

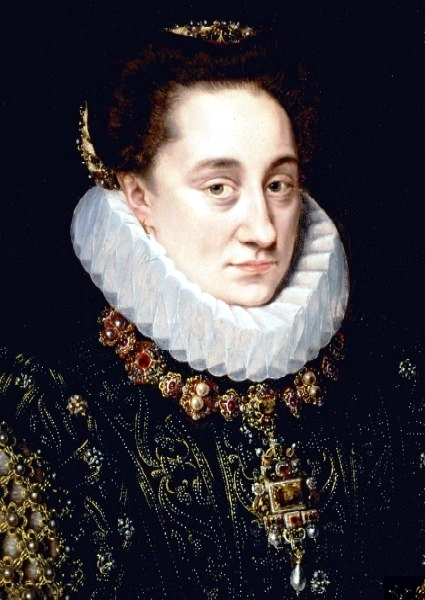
Adriaen Thomasz Key: Prinzessin Maria von Oranien-Nassau, Gräfin von Hohenlohe-Neuenstein

Maria von Oranien-Nassau (* 7. Februar 1556 in Breda; † 10. Oktober 1616 in Büren) war eine Tochter des Fürsten Wilhelms I. von Oranien-Nassau und seiner ersten Frau Anna von Egmond, Gräfin von Büren (1533–1558).

## Leben
Nach dem frühen Tod der Mutter wurde Maria zusammen mit ihrem Bruder Philipp Wilhelm zur Erziehung an den Hof von Maria von Ungarn gegeben, der Schwester Kaiser Karls V. Aufgrund der kritischen politischen Situation und des sich abzeichnenden Krieges schickte sie ihr Vater 1567 zu den deutschen Verwandten nach Dillenburg, wo sie am Hofe Johanns VI. lebte. Ihr Bruder blieb in Leiden zurück und wurde schließlich als Geisel nach Spanien verbracht.
Johann VI. erwog Charles III. de Croy, Fürsten von Chimay (1560–1612) als passenden Ehekandidaten, um ihn als Verbündeten gegen Spanien zu gewinnen, doch lehnte ihn Maria als Katholiken ab. Sie verlobte sich stattdessen mit Christoph von der Pfalz, der jedoch mit nur 22 Jahren in der Schlacht auf der Mooker Heide fiel.
Wilhelm I. hatte kurz vor seinem Tod Maria als Verwalterin der Besitztümer ihres gefangenen Bruders bestimmt. Sie hatte sich damit allerdings gegen ihren Halbbruder Moritz durchzusetzen, der den Titel des Fürsten von Oranien und die Herrschaft Breda beanspruchte. Sie überließ ihm schließlich das väterliche Erbe, verantwortete aber weiter das Erbe ihrer Mutter, die Grafschaften Büren und Leerdam.
Am 17. Februar 1595 heiratete Maria im Alter von 39 Jahren in Büren den Grafen Philipp von Hohenlohe-Neuenstein (1550–1606), den sie bereits als 11-Jährige kennenlernte und der seit zwanzig Jahren in den Niederlanden lebte. Philipp war durch einen sehr unsteten Lebenswandel aufgefallen und schon Marias Vater war strikt gegen die mögliche Ehe Marias mit Philipp. Das schlechte Ansehen des Ehemanns in der Öffentlichkeit belastete das Verhältnis von Maria zu ihrem Halbbruder Moritz zusätzlich.
1595 kehrte Marias Bruder Philipp Wilhelm aus der spanischen Haft in die Niederlande zurück, oblag aber immer noch strengen Auflagen. Nach 28 Jahren traf Maria ihren Bruder 1596 heimlich in Kleve wieder. 
In Büren gründete Maria 1612, weiterhin Administratorin der mütterlichen Besitztümer, ein Waisenhaus. Ihre Ehe war kinderlos geblieben.